# Distretto di Cahuacho
Il distretto di Cahuacho è uno dei tredici distretti della provincia di Caravelí, in Perù. Si trova nella regione di Arequipa e si estende su una superficie di 1.412,1 chilometri quadrati.

Istituito il 22 febbraio 1935, ha per capitale la città di Cahuacho; al censimento 2005 contava 952 abitanti.